# 布蘭登·弗雷澤 (籃球運動員)
布蘭登·李·赫伯特·弗雷澤（1992年7月23日—）為美國男子籃球運動員，最後效力於P. LEAGUE+台鋼獵鷹。
弗雷澤在十歲時棄棒從籃，就讀洛夫林主教紀念高中時接受正規籃球訓練，高中畢業後進入福坦莫大学就讀。
2023年3月22日，蒙特維多國民宣布引進弗雷澤。12月15日，皇家貝迪斯宣布弗雷澤加盟球隊。2024年2月9日，弗雷澤離開皇家貝迪斯。2月24日，弗雷澤加入學生。5月1日，學生宣布與弗雷澤提前終止合約。8月11日，P. LEAGUE+台鋼獵鷹宣布引進弗雷澤，中文登錄名為「飛雷神」。

## 外部連結
- 布蘭登·弗雷澤在fiba.basketball（英语）
- 布蘭登·弗雷澤在西班牙篮球甲级联赛官網（球員）（西班牙语）
- 布蘭登·弗雷澤在TBLStat.net（英语）
- 布蘭登·弗雷澤在VTB聯賽官網（英语）
- 布蘭登·弗雷澤在俄羅斯籃球協會官網（俄语）
- 布蘭登·弗雷澤在法國籃球甲級聯賽官網（法语）
- 布蘭登·弗雷澤在德國籃球甲級聯賽官網（德语）
- 布蘭登·弗雷澤在P. LEAGUE+官網
- 布蘭登·弗雷澤在Basketball-Reference.com（國際）（英语）
- 布蘭登·弗雷澤在Sports-Reference.com（NCAA）（英语）
- 布蘭登·弗雷澤在Eurobasket.com（球員）（英语）
- 布蘭登·弗雷澤在Proballers（英语）
- 布蘭登·弗雷澤在RealGM（英语）
- 布蘭登·弗雷澤在Flashscore（英语）